# Teimuraz Mukhrani-batoni
Teimuraz fou el vuitè príncep de Mukhran (Mukhrani-batoni) del 1667 al 1688
Era fill de Constantí I Mukhrani-batoni, al que va succeir el 1667.
Va ser confirmat al títol de Mukhrani-batoni, per ell i els seus descendents
Casat amb una filla de Jordi Saakadze, tarkhan-muravi de Tbilisi, Kartskinvale i Dvaleti.
Va morir el 1688 i va prendre el poder el seu germà Asoci II